# Grønfeld
Grønfeld er en landsby på Djursland med 207 indbyggere  (2024). Grønfeld er beliggende i Agri Sogn på halvøen Mols, otte kilometer sydøst for Rønde og 12 kilometer vest for Ebeltoft.
I byen findes der en del virksomheder, her i blandt et byggemarked
Grønfeld har et meget aktivt landsbysamfund med eget bylaug  og splidevandslaug . Bylauget har de sidste mange år taget initiativ til, og lagt kræfter bag, ting som: Fællesspisning, Sommerfest(første weekend i August), Fastelavnsfest, Juletræsfest og mange andre ting.
Desuden er der, fra borgernes side, taget initiativ til at blive medlem af roendes net, således er der forholdsvis billigt internet i byen. Dette skyldes nettet hovedsageligt bliver drevet af frivillige kræfter.
Byen hører til Syddjurs Kommune og er beliggende i Region Midtjylland.